# Кім Жаггі
Кім Жаггі (фр. Kim Jaggy; нар. 14 листопада 1982, Варен) — швейцарський та гаїтянський футболіст, що грав на позиції захисника.
Виступав, зокрема, за клуб «Грассгоппер», а також національну збірну Гаїті.
Дворазовий чемпіон Швейцарії.

## Клубна кар'єра
У дорослому футболі дебютував 1999 року виступами за команду клубу «Грассгоппер», в якій провів вісім сезонів, взявши участь у 134 матчах чемпіонату. За цей час двічі виборював титул чемпіона Швейцарії.
Згодом з 2007 по 2013 рік грав у складі команд клубів «Спарта», «Шкода Ксанті», «Віль», три сезони з 2013 по 2016 на правах оренди виступав за клуб «Аарау».
До складу клубу «Рапперсвіль» приєднався 2016 року.

## Виступи за збірні
Протягом 2000–2004 років залучався до складу молодіжної збірної Швейцарії. На молодіжному рівні зіграв у 23 офіційних матчах.
2011 року дебютував в офіційних матчах у складі національної збірної Гаїті. Наразі провів у формі головної команди країни 22 матчі, забивши 1 гол.
У складі збірної був учасником Золотого кубка КОНКАКАФ 2013 року в США, Золотого кубка КОНКАКАФ 2015 року в США і Канаді, Кубка Америки 2016 року в США.

## Титули і досягнення
- Чемпіон Швейцарії (2):

«Грассгоппер»: 2001, 2003